# EM-4100
EM4100 (EM4102, EM-Marin) — формат бесконтактных радиочастотных идентификационных карт компании EM Microelectronic-Marin, одних из самых распространённых в России. Относятся к классу пассивных RFID карт, поскольку не имеют встроенного источника питания. Работают в частотном диапазоне 125 кГц и хранят уникальный номер длиной 40 бит.
Выпускаются в разнообразных конструктивах (наиболее распространены Clamshell-карты, ISO 7810-карты, брелоки). ISO-карты могут выпускаться дополнительно с магнитной полосой, идентификационным номером, изготовленным методом тиснения, полем для подписи держателя карты. Персонализация ISO-карт происходит с помощью термопечати, шелкографии, офсетной печати. Персонализация Clamshell-карт производится с помощью наклеек, на которые наносится вся необходимая информация.
В России завод Ангстрем выпускает полный аналог микросхемы EM4100 под обозначением КБ5004ХК2 и метки этого формата (КИБИ-001).

## Принцип действия
Считыватель генерирует переменное магнитное поле частотой 125 кГц. Попадая в него, карта получает энергию и начинает циклически модулировать магнитное поле считывателя сигналом, в котором закодирован её идентификационный код. Применяется амплитудная модуляция несущего сигнала с манчестерским кодированием. Радиус действия метки колеблется от 5-10 до 60-70 сантиметров в зависимости от конструктива метки и считывателя. Циклически передаются 64 бита, в том числе 40 бит собственно уникального номера, специальная синхронизирующая последовательность и контрольные биты четности.

## Применение
Данные метки применяются главным образом в простых и нетребовательных к уровню безопасности системах контроля доступа:
- Электронные ключи в домофонах, гостиницах, на автостоянках;
- Контроль доступа и учёта рабочего времени в организациях и учреждениях;
- Контроль посещаемости в учебных заведениях.

## Преимущества и недостатки
- Более низкая стоимость по сравнению с proximity-картами других стандартов (например, HID или Mifare);
- Водонепроницаемый корпус, работа в широком диапазоне температур, устойчивость к ударам;
- Метки не имеют криптографической защиты и собственной перезаписываемой памяти;
- Предполагается, что серийный номер уникален для каждой метки и устанавливается при производстве. Однако он может быть легко прочитан и скопирован в брелок-эмулятор на базе чипов Atmel T5577, T5557, EM4305[3].